# Declaração do Cairo de 2017
A Declaração do Cairo de 2017 (também conhecida como Declaração de Unificação SPLM ) foi assinada em 16 de novembro de 2017 na sede da Inteligência Geral Egípcia no Cairo, Egito.

## Visão geral
O documento foi uma tentativa com o objetivo de unir e acabar com a guerra civil do MPLS no Sudão do Sul, incluindo o retorno de refugiados e deslocados às suas áreas de origem.

## Declaração
A declaração foi assinada em 16 de novembro de 2017 no final de três dias de reuniões no Cairo.

## Medidas
- Iniciar o processo de acordo de reunificação de Arusha 2015
- O MPLS não reconhecerá mais Riek Machar como líder da facção SPLM-IO, mas terá a oportunidade de se juntar ao processo de reunificação liderado pela IGAD.

### Signatários e participantes
O presidente Abdel Fatah Al-Sisi do Egito, o presidente Yoweri Kaguta Museveni de Uganda estavam presentes.
O documento foi assinado por:
- Presidente do Egito e representante egípcio Abdel Fatah Al-Sisi
- Presidente de Uganda e representante de Uganda Yoweri Kaguta Museveni
- Ministro da Defesa do Sudão do Sul e representante do SPLM-IG do Sudão do Sul, Kuol Manyang
- Líder dos ex-detentos e representante do SPLM-FDS do Sudão do Sul, Pagan Amum Okiech
- Primeiro vice-presidente do Sudão do Sul e representante do SPLM-IO do Sudão do Sul, Taban Deng Gai